# Demòcares
Demòcares (grec antic: Δημοχάρης, llatí: Demochares) fou un orador i home d'estat grec atenenc, fill d'una germana de Demòstenes. Va néixer a Peània a Àtica, però tota la seva cronologia és difícil de reconstruir.
Primer va treballar al costat del seu oncle i va iniciar-se com a orador públic el 322 aC quan Antípater va demanar l'entrega dels líders populars atenencs.
Seguidor del seu oncle, a la mort d'aquest fou un dels caps del partit antimacedoni. Els seus mèrits són esmentats per Plutarc.
El 307 aC quan fou restaurada la llibertat d'Atenes per Demetri Poliorcetes, Demòcares va estar al capdavant del partit nacional. Va donar suport a Sòfocles en un decret que proposava que no es podria establir cap filòsof ni escola de filosofia a Atenes sense el consentiment del senat i el poble i que un acte contra aquesta llei seria castigat amb la mort.
Va restar al capdavant del partit antimacedoni fins al 303 aC quan va haver de sortir d'Atenes per l'hostilitat d'Estràtocles. Va retornar el 298 aC, i al començament de la guerra que va durar quatre anys (297 aC a 294 aC) es va posar al capdavant del govern i va fortificar Atenes restaurant les muralles i recollint provisions i munició; el segon any de guerra fou enviat com ambaixador a Filip IV de Macedònia i després a Antípater el fill de Cassandre, i el mateix any va signar un tractat amb la Lliga Beòcia, a conseqüència del qual fou expulsat del govern pel partit antidemocràtic segurament sota influència de Làcares, i va haver de sortir d'Atenes per segona vegada.
El 287 aC o 286 aC (arcontat de Diodes) va tornar a Atenes i va administrar les finances de l'estat i va reduir la despesa. El 282 aC fou enviat com ambaixador a Lisímac de Tràcia del que va obtenir primer 30 i després 100 talents i fou l'inspirador d'una altra ambaixada a Egipte del rei del qual es van obtenir 50 talents.
El darrer acte de la seva vida del que hi ha constància va passar durant l'arcontat de Gòrgies el 280 aC, i fou una proposta per decretar honors al seu oncle Demòstenes.
Va deixar escrits alguns discursos (un fragment d'un el va conservar Rutili Llop) i una obra històrica sobre el seu temps que és esmentada per diversos autors com Ciceró, Ateneu de Naucratis i Llucià, i que desafortunadament s'ha perdut.